# ドイチュランツベルク郡

ドイチュランツベルク郡
Bezirk Deutschlandsberg

ドイチュランツベルク郡（ドイチュランツベルクぐん、独: Bezirk Deutschlandsberg）は、オーストリアのシュタイアーマルク州にある郡（Bezirk; 行政管区とも訳される）。郡庁所在地はドイチュランツベルク。
北でフォイツベルク郡と、北東でグラーツ＝ウムゲーブング郡と、東でライプニッツ郡と、西でケルンテン州のヴォルフスベルク郡と接する。南はスロベニアとの国境となっている。
ドイチュランツベルク郡には以下の40の市町村（Gemeinde; ゲマインデ）がある。そのうちドイチュランツベルクが市（Stadt）に、また8つが町（Marktgemeinde; 市場町）に指定されている。
- アイブル Aibl
- バート・ガムス Bad Gams （町）
- ドイチュランツベルク Deutschlandsberg （市）
- アイビスヴァルト Eibiswald （町）
- フラウエンタール・アン・デア・ラスニッツ Frauental an der Laßnitz （町）
- フライラント・バイ・ドイチュランツベルク Freiland bei Deutschlandsberg
- ガラナス Garanas
- ゲオルクスベルク Georgsberg
- グライスドルフ Greisdorf
- グレッセンベルク Gressenberg
- グロース・ザンクト・フローリアン Groß Sankt Florian （町）
- グロースラドル Großradl
- グンダースドルフ Gundersdorf
- ホレネック Hollenegg
- クロスター Kloster
- ラナッハ Lannach （町）
- リンベルク・バイ・ヴィース Limberg bei Wies
- マルホフ Marhof
- オスターヴィッツ Osterwitz
- ピッチュガウ Pitschgau
- ペルフィング＝ブルン Pölfing-Brunn （町）
- プレーディング Preding
- ラサッハ Rassach
- ザンクト・ヨーゼフ（ヴェストシュタイアーマルク） Sankt Josef (Weststeiermark)
- ザンクト・マルティーン・イム・ズルムタール Sankt Martin im Sulmtal
- ザンクト・オスヴァルト・オプ・アイビスヴァルト Sankt Oswald ob Eibiswald
- ザンクト・ペーター・イム・ズルムタール Sankt Peter im Sulmtal
- ザンクト・シュテファン・オプ・シュタインツ Sankt Stefan ob Stainz
- シュヴァンベルク Schwanberg （町）
- ゾボト Soboth
- シュタインツ Stainz （町）
- シュタインツタール Stainztal
- シュタールホーフ Stallhof
- ズルメック＝グライト Sulmeck-Greith
- トラヒュッテン Trahütten
- ウンターベルクラ Unterbergla
- ヴァーナースドルフ Wernersdorf
- ヴェットマンシュテッテン Wettmannstätten
- ヴィールフレゼン Wielfresen
- ヴィース Wies